# Giuliano Pisapia

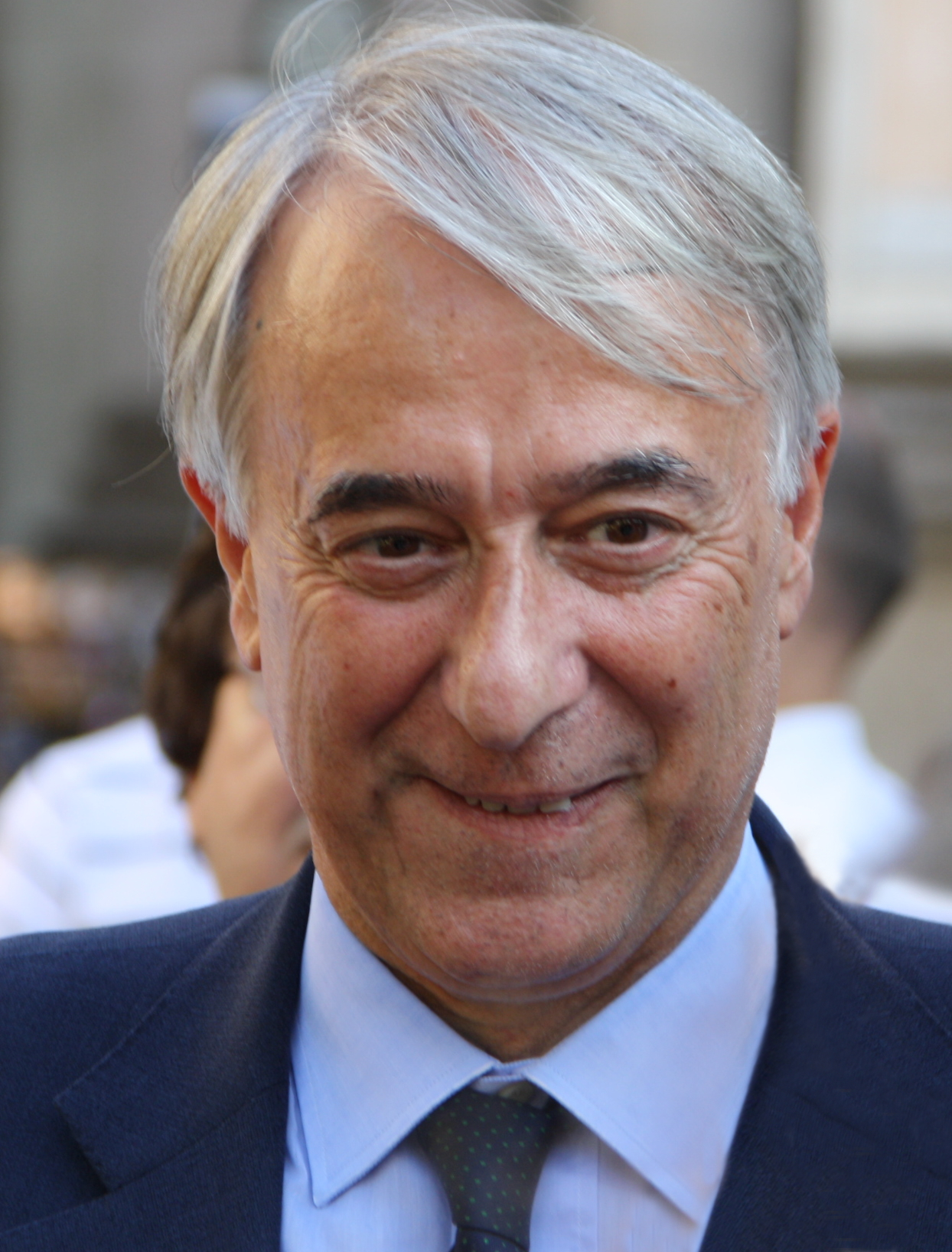
Giuliano Pisapia (2012)

Giuliano Pisapia (* 20. Mai 1949 in Mailand) ist ein italienischer Jurist und parteiloser Politiker. Er war von 2011 bis 2016 Bürgermeister von Mailand. Seit 2019 ist er Mitglied des Europäischen Parlaments.

## Leben
Pisapia ist der Sohn des Anwalts und Linkspolitikers Gian Domenico Pisapia, der als „Vater“ der reformierten italienischen Strafprozessordnung von 1989 bekannt ist. Er studierte Jura und Politikwissenschaft und arbeitete als Strafverteidiger. Er war auch vor dem Obersten Kassationshof tätig. In dieser Funktion verteidigte er unter anderen den PKK-Führer Abdullah Öcalan und vertrat die Familie des 2001 erschossenen Genua-Demonstranten Carlo Giuliani als Nebenkläger.
Pisapia veröffentlichte rechtswissenschaftliche Fachartikel und Beiträge zu juristischen Nachschlagewerken und Digesten, publizierte aber auch in den großen Tageszeitungen des Landes.
Pisapia begann sein politisches Engagement in den 1970er Jahren bei der linken Partei Democrazia Proletaria (DP). 1996 wurde er als Unabhängiger auf der Liste der Rifondazione Comunista (RC), in der die DP inzwischen aufgegangen war, ins italienische Abgeordnetenhaus gewählt. Während der Regierungskrise 1998 sprach er, abweichend von der RC-Linie, Ministerpräsident Romano Prodi das Vertrauen aus, anschließend war er fraktionslos. Während dieser Legislatur war er Vorsitzender des Justizausschusses. 2001 wurde er für weitere fünf Jahre wiedergewählt. Im Juli 2006 wurde er zum Vorsitzenden einer Studienkommission des Justizministeriums zur Reform des Strafrechts berufen, die bis Ende März 2008 arbeitete.
Bereits im Juni 2010 erklärte er seine Kandidatur für die Mailänder Bürgermeisterwahl am 15. und 16. Mai 2011. Unterstützt von den Linksparteien RC + Comunisti Italiani sowie Sinistra Ecologia Libertà (SEL) nahm er am 14. November 2010 an der Vorwahl teil, die die Demokratische Partei (PD) zur Findung eines gemeinsamen Mitte-links-Kandidaten abhielt. Mit etwa 45 % setzte er, und nicht der PD-Favorit Stefano Boeri, sich durch und war somit gemeinsamer Kandidat von PD, SEL, RC+CI, Italia dei Valori, Radikalen, Grünen und diversen Bürgerinitiativen. Im ersten Wahlgang schnitt Pisapia überraschend deutlich stärker ab als Amtsinhaberin Letizia Moratti von der konservativen Partei Volk der Freiheit (PdL) und verpasste mit 48,04 % nur knapp die absolute Mehrheit. Trotz eines darauf folgenden xenophob-rechtspopulistischen Wahlkampfes des Ministerpräsidenten Silvio Berlusconi und seiner PdL, setzte er sich in der Stichwahl am 29.–30. Mai mit 55,1 % gegenüber Moratti durch. Pisapia war der erste erfolgreiche Bürgermeisterkandidat des Mitte-links-Lagers nach 18 Jahren mit Bürgermeistern aus den Mitte-rechts-Parteien (Forza Italia und Lega Nord). Nach der Verwaltungsreform von 2015 wurde Pisapia automatisch auch Bürgermeister der Metropolitanstadt Mailand, die die ehemalige Provinz Mailand ersetzte.
Zur Bürgermeisterwahl 2016 trat der bei den Mailändern sehr beliebte Pisapia nicht mehr an und der unabhängige Mitte-links-Kandidat Giuseppe Sala wurde zu seinem Nachfolger gewählt. Im Februar 2017 gründete Pisapia die Partei Campo Progressista, die sich links von der PD positionierte, aber zur Zusammenarbeit mit dieser wie auch mit Articolo 1 bereit war. Das Campo Progressista wurde im August 2017 von der Area Progressista abgelöst, in der Pisapia aber keine führende Rolle mehr innehat. Die Area Progressista traf zur Europawahl 2019 eine Absprache mit der PD. Demnach kandidierte Pisapia an der Spitze der Liste der PD für Nordwest-Italien. Er erhielt 269.000 Vorzugsstimmen und zog in das Europäische Parlament ein. Dort gehört er der Fraktion der Progressiven Allianz der Sozialdemokraten (S&D) an.
Seit dem 29. April 2011 ist Pisapia mit der Journalistin Cinzia Sasso verheiratet, mit der er zuvor bereits 20 Jahre zusammengelebt hatte.